# Bibliothèque européenne du roman populaire
Pour les articles homonymes, voir BERP.
 (janvier 2022).
Si vous disposez d'ouvrages ou d'articles de référence ou si vous connaissez des sites web de qualité traitant du thème abordé ici, merci de compléter l'article en donnant les références utiles à sa vérifiabilité et en les liant à la section « Notes et références ».
La Bibliothèque européenne du roman populaire (BERP) a été créée en 1991 à Laxou par l’Association pour une bibliothèque du roman populaire (ABERP).

## Historique

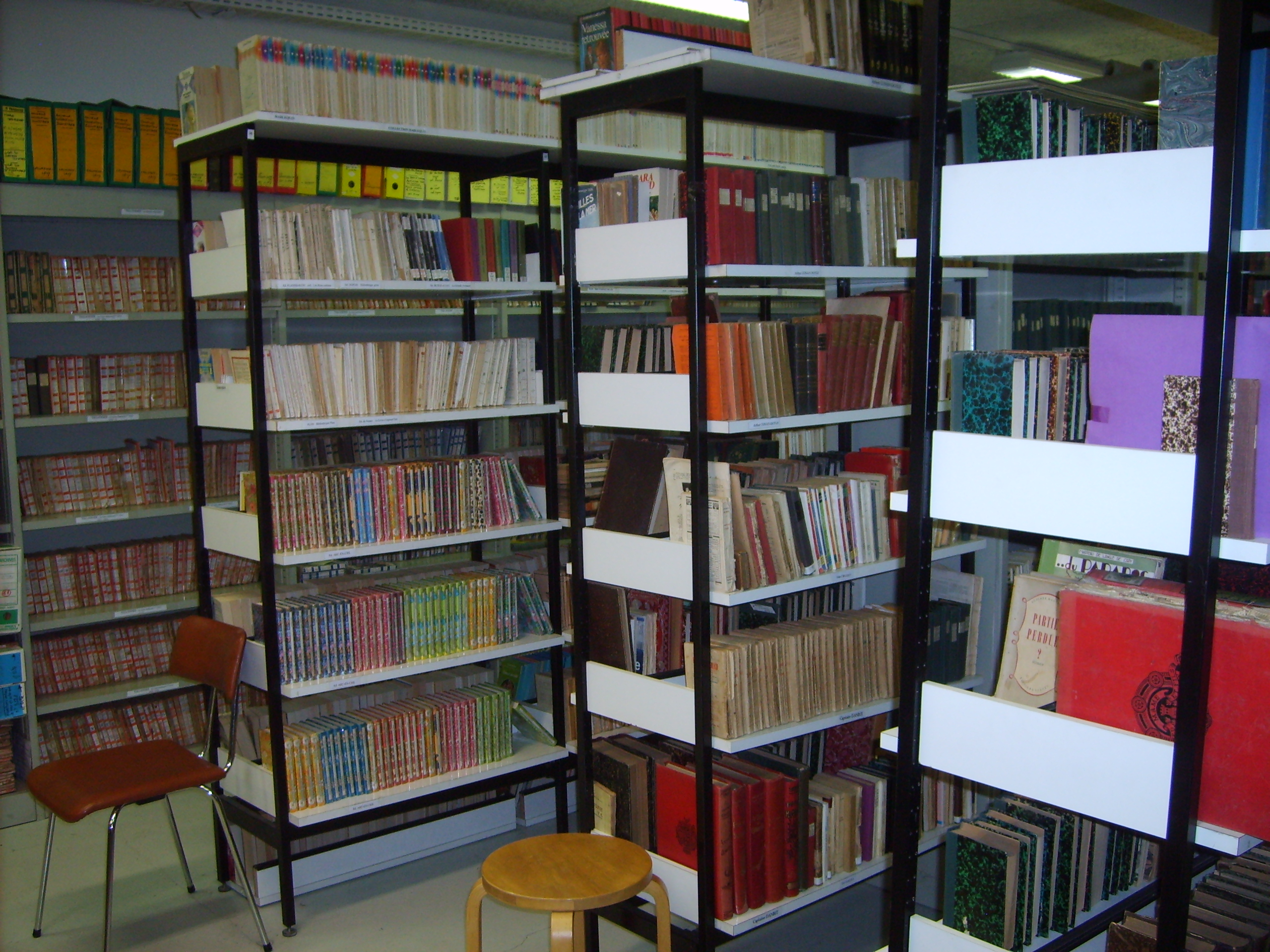
Rayonnages de la BERP.

La BERP a été inaugurée le 13 avril 1991 à Laxou, grâce à René Guise, professeur de Lettres modernes et créateur du Centre de recherches sur la littérature populaire à Nancy 2.
C’est à la suite d’un colloque international sur le roman populaire, organisé à Pont-à-Mousson en 1983, que René Guise s’est rendu compte que les romans populaires n’étaient pas conservés par les bibliothèques, et qu’à terme, ce pan de notre culture allait disparaître. Devant ce constat, il a décidé de faire partie de l’Association des amis du roman populaire (AARP), et a commencé la collecte de ces ouvrages.
L’idée d’une bibliothèque du roman populaire a pris forme dans les esprits, et en 1990, le projet de créer un centre de documentation à Laxou a été annoncé dans le bulletin numéro 12 des Amis du roman populaire. Une convention de partenariat est signée après plusieurs réunions entre la ville de Laxou et l’AARP en 1990, et en 1991, l’AARP est accueillie à Laxou. Une nouvelle association est alors créée, en collaboration avec la ville : l’Association pour une bibliothèque européenne du roman populaire (ABERP). René Guise lui a fait don de son fonds, soit 5 000 documents, et la ville a prêté un local dans la bibliothèque-médiathèque Gérard Thirion de Laxou afin de les stocker et de créer la bibliothèque.
À la suite de divers dons et de la politique d’acquisition de l’ABERP, le fonds s’est considérablement enrichi et ce sont maintenant 20 000 ouvrages de langue française qui sont conservés à la bibliothèque-médiathèque Gérard Thirion.

## Missions
L'ABERP s’est fixé deux missions principales : la conservation et la recherche. Ces deux tâches sont mentionnées dans le statut de l’association. Tout document ayant trait à la paralittérature, au roman populaire, a sa place dans ses locaux. Le catalogage du fonds est toujours en cours, mais beaucoup d’ouvrages sont déjà disponibles (13 700 notices pour le moment) dans le catalogue de la médiathèque.
L’accès aux collections est tout à fait possible. Il suffit de prendre contact avec la bibliothèque-médiathèque afin de les prévenir de son arrivée et être accueilli. Le prêt n’est pas encore autorisé.

## Le fonds

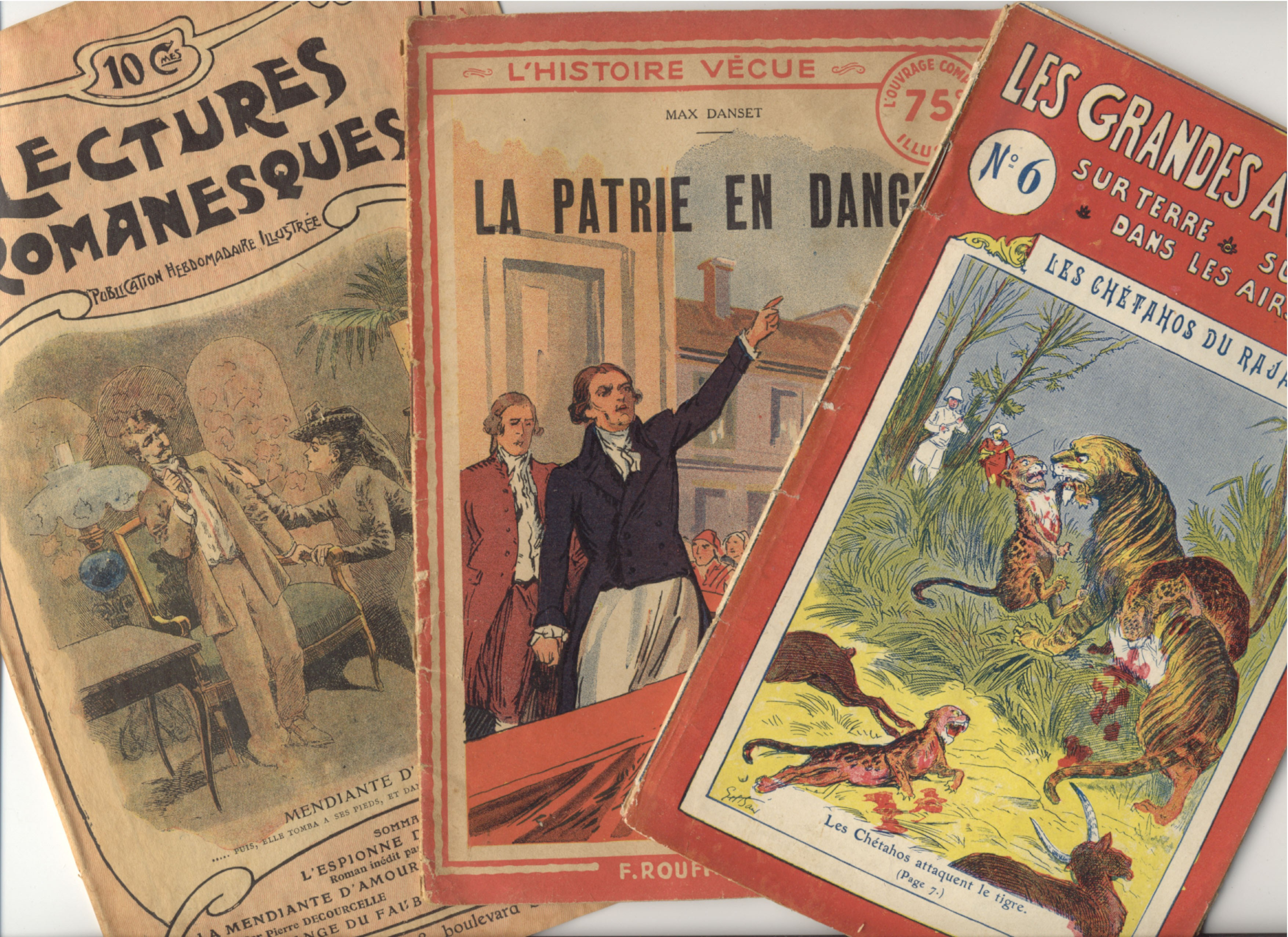
Exemple d'ouvrages présents à la BERP.

Le fonds se compose principalement de documents parus depuis la seconde moitié du XIXe siècle. La BERP dispose de :
- quelques romans-feuilletons venus de grands quotidiens (Le Siècle, Le Petit Journal…)
- quelques romans par livraisons (comme La Débâcle de Zola, L’Auberge sanglante de Peirebeilhe de J. Beaujoint…)
- des périodiques contenant un ou plusieurs courts romans, notamment la collection complète de La Veillée des Chaumières (1877-1937), ou encore L’Ouvrier. Il y a même l’édition originale de La Bête humaine de Zola, publiée dans La Vie populaire (1889-1890)
- un grand nombre de collections spécialisées : les fascicules Rouff ; Le Livre populaire et Le Livre de demain, chez Arthème Fayard ; Le Livre national chez Tallandier ; Le Petit Livre chez Ferenczi & fils ; Harlequin ; Le Masque…
- des livres de divers auteurs comme Paul Féval, Charles May, Eugène Sue...

Toutes ces publications sont très rares pour une raison simple : n'appartenant pas au registre de la bibliophilie traditionnelle et imprimées sur un papier souvent bon marché (d'où leur faible coût), elles étaient rapidement consommées et mises au rebut ; par ailleurs, des organismes comme la Bibliothèque Nationale n'ont que tardivement, si jamais, pensé à en reconstituer les fonds.

## Direction
Claude Guillerme, ancien maire de Laxou, est le président actuel de l’Association pour une bibliothèque du roman populaire (ABERP) qui gère pour le moment la BERP.
Jean-Marie Vielh en est le vice-président. Pierre Bruthiaux, conservateur de la bibliothèque-médiathèque Gérard Thirion, est le trésorier. Any Perrin est la secrétaire.